# 牡林工程公司街道
牡林工程公司街道是中华人民共和国黑龙江省牡丹江市海林市下辖的一个类似乡级单位。

## 行政区划
牡林工程公司街道下辖以下地区：
新华虚拟社区。